# Піхоя Рудольф Германович
Рудольф Германович Піхоя (нар. 27 січня 1947, Полевський, Свердловська область, РРФСР, СРСР) — радянський і російський історик. Доктор історичних наук (1987), професор (1989), заслужений діяч науки Російської Федерації (2004). Головний державний архівіст Росії (1992—1996). Має польські нагороди: Орден «За заслуги перед Польщею».

## Життєпис

### Особисте життя
Дружина — Людмила Григорівна Піхоя (нар. 1946), кандидатка історичних наук, старша референтка, радниця президента РФ (до 1999), нині Начальниця відділу державного будівництва Аналітичного управління Ради Федерації ФС Росії.
Син — Герман (нар. 1970) — колишній генеральний директор компанії «Полюс Золото».